# Jiří Hulák
Jiří Hulák (* 29. dubna 1970, Prachatice) je český historik umění, vysokoškolský pedagog a kurátor sbírky Národního technického muzea zaměřený na průmyslový design.

## Životopis
V letech 1992–2000 studoval obor dějiny umění na Filosofické fakultě Univerzity Karlovy v Praze. Od roku 1995 je odborným pracovníkem sbírkového oddělení průmyslového designu Národního technického muzea v Praze, od roku 2005 jeho vedoucím. Od roku 2004 je také odborným asistentem Ústavu umění a designu Západočeské univerzity v Plzni a vyučuje rovněž na Vysoké škole uměleckoprůmyslové v Praze. Od roku 2006 byl členem Akademie designu ČR a členem vědecké rady Muzea umění a designu Benešov. V roce 2010 se organizačně podílel na přípravě sympozia Komfort české hromadné dopravy na Vysoké škole uměleckoprůmyslové. Podílí se také na činnosti Asociace designérů. Je autorem řady výstav a publikací.

## Výběr z publikační činnosti
- Hulák, Jiří; Pauly, Jana: Design Pro. Český růmyslový design 1990-2010. Vydal Jindřich Dušek, Praha, 2014
- Martina Pachmanová, Lada Hubatová-Vacková, Jitka Ressová (eds.): Zlínská umprumka (1959-2011) od průmyslového výtvarnictví po design, Vysoká škola uměleckoprůmyslová, 2013, ISBN 978-80-86863-65-8
- Knobloch, Iva; Vondráček, Radim (eds.): Design v českých zemích 1900-2000. Academia, Praha; Uměleckoprůmyslové muzeum, Praha, 2016, ISBN 978-80-200-2612-5
- Pauly, Jana; Střechová, Lucie; Hulák, Jiří; Uksová, Kateřina: Katalog expozice Technika v domácnosti, Národní technické muzeum, Praha, 2014, ISBN 978-80-7037-242-5
- Jiří Hulák, Kristina Šemberová: Eta v životě našich domácností. Národní technické muzeum, Praha, 2020, ISBN 978-80-906402-4-5